# 스타디오눌 욘 오블레멘코
스타디오눌 욘 오블레멘코(루마니아어: Stadionul Ion Oblemenco)는 루마니아 크라이오바에 위치한 다목적 경기장이다. 경기장 건설은 2015년도에 시작되었으며 2017년도에 완공되었다. 주로 축구 경기에 사용되며 30,929명의 인원을 수용할 수 있으며 트랙이 존재하지 않는다.

## 역사
2015년 오래된 스타디오눌 욘 오블레멘코의 철거 이후 공사가 시작되었으며 2017년 4월 26일 새로운 이미지가 공개되었고 좌석이 설치된 공사 막바지 단계에 접어들었음을 보여주었다.
개장 기념 경기는 2017년 11월 10일 CS 우니베르시타테아 크라이오바와 슬라비아 프라하와의 친선 경기였다. 리그 첫 경기는 2017년 11월 19일 CS 우니베르시타테아 크라이오바와 유벤투스 부쿠레슈티와의 경기였다.

## 같이 보기
- 스타드 벨로드롬